# Бронепоезда Белого движения

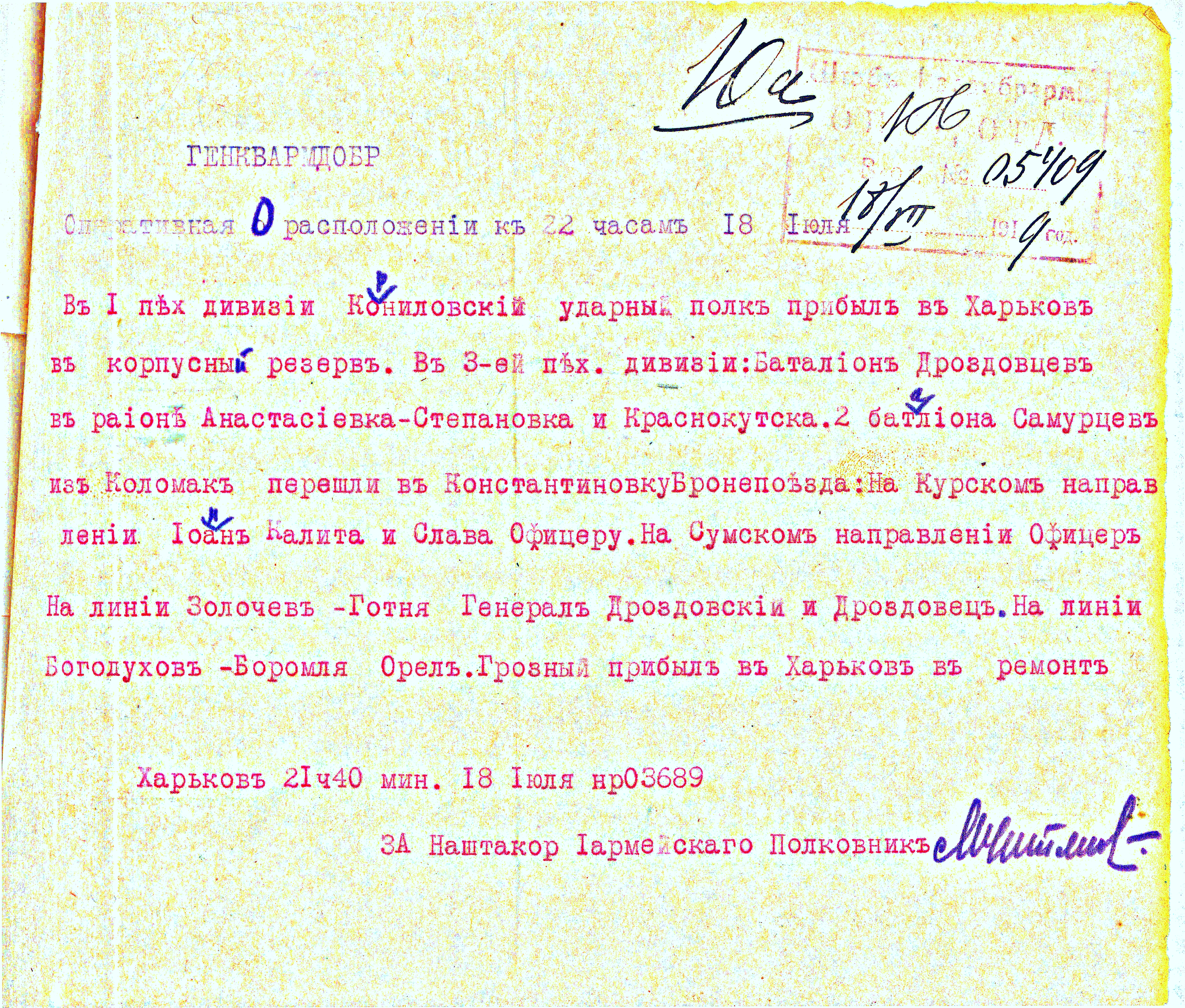
Оперативная телеграмма начальника штаба 1-го армейского корпуса генерал-квартирмейстеру Добровольческой армии с указанием дислокации бронепоездов к исходу 18 июля 1919 года

Бронепоезда Белого движения — бронепоезда, используемые белогвардейскими армиями, в том числе и Русской армией (Белой Армией) в период Гражданской войны в России 1917−1922 годов.
Организационно броневой поезд состоял из боевой части, ведущей бой, и базы (вспомогательного поезда, состоящего из ремонтных вагонов для обслуживания бронепоезда и теплушек для жилья команды (экипажа).
Боевая часть обычно состояла из бронепаровоза (чаще всего серии О), 1—3 бронеплощадок, с установленными на них артиллерийскими орудиями и пулемётами, и нескольких контрольных платформ, с размещёнными на них рельсами, шпалами и другим железнодорожным имуществом для ремонта железнодорожного полотна. Могли быть включены в боевой состав и 1—2 вагона с десантным отрядом. Бронепоезд с одной бронеплатформой назывался бронелетучкой.
База служила для служебных и хозяйственных целей и имела в составе паровоз, несколько классных и товарных вагонов (штабной вагон, вагон для боеприпасов, вагон-мастерскую и так далее). В пути база цеплялась к боевой части бронепоезда (при этом в качестве локомотива использовался паровоз базы), а во время ведения боевых действий она располагалась в тылу, на ближайших железнодорожном перегоне или станции.
Для повышения боевых возможностей бронепоезда личный состав боевой части распределялся по сменам, поэтому в бою ею командовал или командир бронепоезда, или один из его старших офицеров. Иногда для усиления и закрепления достигнутого успеха бронепоездам придавались десантные отряды, которые подчинялись его командиру. Всего в белогвардейских войсках действовало около 80 бронепоездов.
Бронепоезда согласно приказу по ВСЮР начиная с 1919 года имели свои флаги по образцу морских и авиационных частей Императорской армии и флота. На данный момент известны сохранившиеся флаги бронепоездов: «Единая Россия», «Иоанн Калита» и «На Москву». В качестве отличительных знаков чины команды имели нарукавные эмблемы с символикой бронепоездов и надписями «Волк», «Офицер» и т. д. После эвакуации из Крыма в 1920 году личный состав был сведен в Галлиполи в 6-й бронепоездной артиллерийский дивизион и имел специальные эмблемы на погонах.

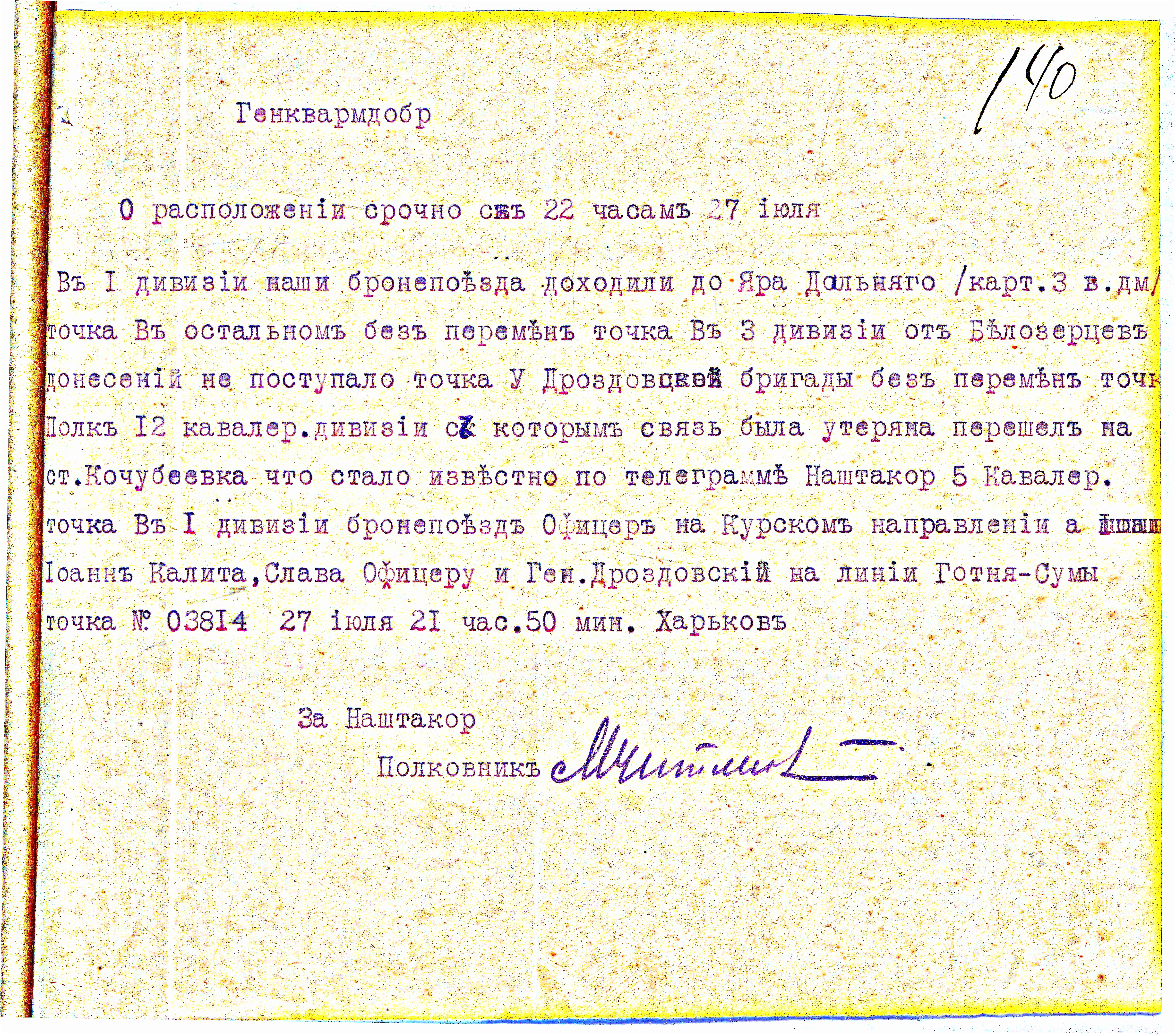
Оперативная телеграмма начальника штаба 1-го армейского корпуса генерал-квартирмейстеру Добровольческой армии с указанием дислокации бронепоездов к исходу 27 июля 1919 года.

## Перечень бронепоездов
В перечне приведены бронепоезда (бп, бепо, б/п), использовавшиеся армиями Белого движения в ходе Гражданской войны в России 1917−1922 годов.

## Роль бронепоездов в боевых действиях
Годы Гражданской войны в России — период наиболее массового применения бронепоездов, которые использовались в невиданном до этого количестве. «Сухопутные броненосцы» действовали у всех воюющих сторон — у красных, белых, украинцев, петлюровцев, поляков и иностранных интервентов.
Всего с осени 1917 года по начало 1922 года на железных дорогах бывшей Российской империи всеми воюющими сторонами было задействовано более 500 бронепоездов разных конструкций. По другим данным около 200 бронепоездов.
Особые условия Гражданской войны благоприятствовали применению бронепоездов. Военные действия происходили на обширных пространствах, численность войск им не соответствовала, в результате не было сплошной линии фронта. В этих условиях, особенно периода «эшелонной войны», приобретала особое значение борьба за крупные населённые пункты, рядом с которыми почти всегда были узловые станции железных дорог. Поддержка своих войск, действовавших вдоль железнодорожных линий, и была задачей бронепоездов.
Белое движение, зародившееся на окраинах России, первоначально не имело ни средств, ни предприятий, пригодных для изготовления собственных бронепоездов. Поэтому первые белогвардейские бронепоезда создавались из захваченных у красных бронеплощадок.

### На Юге России

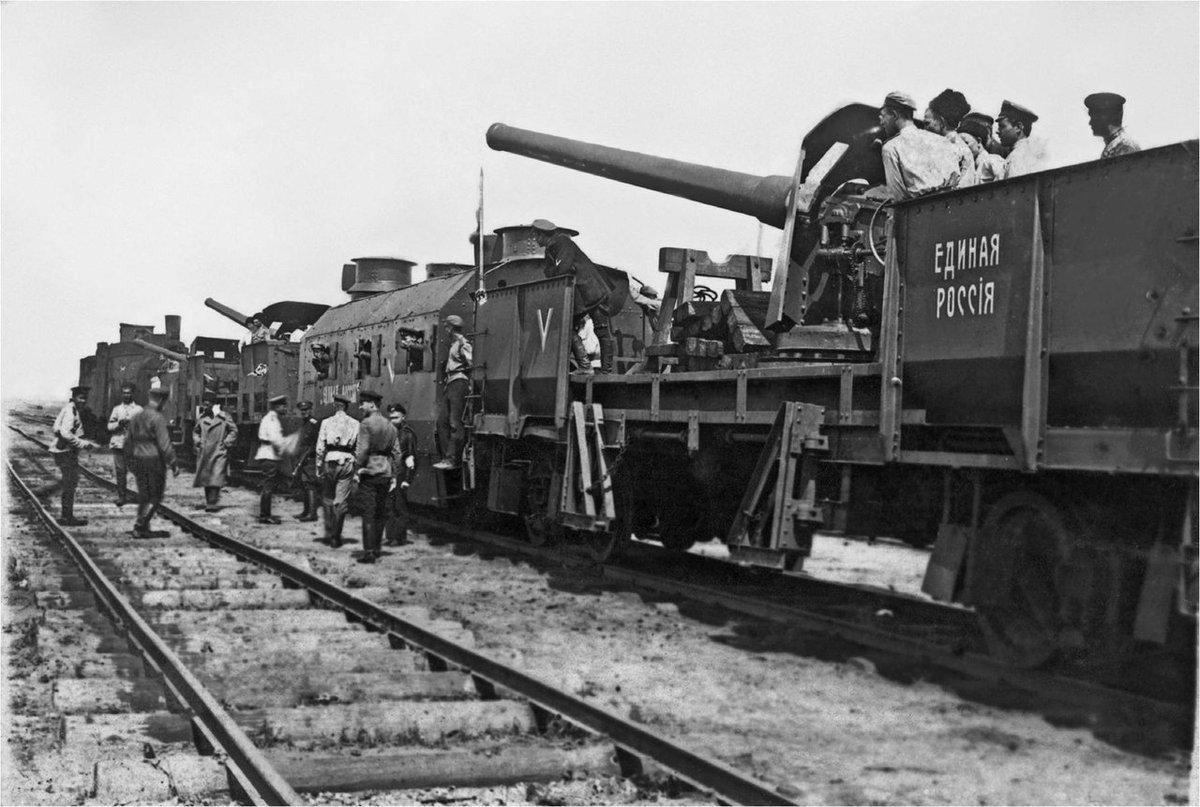
Бронепоезд «Единая Россия» на царицынском направлении, 1919 год

Первые бронепоезда у добровольцев появились во 2-м Кубанском походе. При взятии узловой станции Тихорецкая 1 (14) июля 1918 года войска Добровольческой армии захватили у красных бронеплощадки, из которых были сформированы три первых бронепоезда Добровольческой армии — 1-й бронированный поезд (впоследствии лёгкий бронепоезд «Генерал Алексеев»), лёгкий бронепоезд «Вперёд за Родину» и Батарея дальнего боя (впоследствии тяжёлый бронепоезд «Единая Россия»).
1-й бронированный поезд состоял из артиллерийской площадки с 3-дюймовым (76,2-мм) орудием образца 1900 года на полевом станке и одного пулемётного вагона. «Вперёд за Родину» имел артиллерийский вагон с 75-мм морским орудием и пулемётный вагон, а батарея дальнего боя была сформирована из четырёх площадок с морскими пушками: двумя 102-мм, одним 47-мм и одним 120-мм орудием Кане и тремя пулемётами.
27 июля 1918 года белые сформировали лёгкий бронепоезд № 2 (впоследствии лёгкий бронепоезд «Генерал Корнилов»), а 7 августа из бронеплощадок, оставленных красными на левом берегу Кубани, сформировали ещё один бронепоезд (впоследствии лёгкий бронепоезд «Офицер»). Он был сформирован из открытой платформы с 3-дюймовым (76,2-мм) орудием образца 1900 года на полевом станке и двух пулемётных вагонов.

Команда бронепоезда «Дмитрий Донской». Курск, сентябрь 1919 года

11 августа 1918 года в Екатеринодаре (ныне Краснодар) сформировали бронепоезд под названием «Морская батарея № 2» (неформально назывался «Адмирал Непенин»). После его гибели личный состав продолжил службу на созданном лёгком бронепоезде «Дмитрий Донской». Для боевой части использовали захваченные у красных три платформы «Фокс-Арбель», на которые установили четыре 75-мм и одно 47-мм морские орудия.
Таким образом, к 1 сентября 1918 года в Добровольческой армии было уже 6 бронепоездов, которые входили в армейскую группу артиллерии и подчинялись инспектору артиллерии армии. Но так как долго не было руководящих документов, регулирующих формирование, вооружение и снабжение бронепоездов, этот процесс был хаотичным. Так как в это время белые не строили своих бронепоездов, то формирование происходило только после захвата соответствующей техники у красных.
Личный состав первых (и многих последующих) бронепоездов в основном состоял из офицеров-артиллеристов, которые имели боевой опыт Первой мировой войны. Существовали и «морские» экипажи из моряков, степень подготовки которых к боевой службе на бронепоездах был гораздо выше, чем у сухопутных команд. Это связано с тем, что на бронепоездах (особенно тяжёлых) стояли морские орудия, кроме того, моряки более привычны к пребыванию в замкнутом пространстве. В целом боевая подготовка экипажей белых бронепоездов была выше, чем у красных. Это объяснялось тем, что на белых бронепоездах служило большое количество офицеров и кадровых военных, хорошо подготовленных и часто имевших богатый боевой опыт (современным языком — профессиональных военных). Сравниться с белыми экипажами могли только команды бронепоездов красных, укомплектованные моряками. Но по техническому совершенству и качеству материальной части бронепоезда белых уступали красным.
Орудия и пулемёты на белых бронепоездах использовались самых разнообразных систем, а бронеплощадки были чаще примитивной конструкции — как правило, они переделывались из угольных полувагонов «Фокс-Арбель». Обычно бронепоезда состояли из одной-двух артиллерийских и пулемётной бронеплощадок и бронепаровоза. На артиллерийских 1—2 орудия (3-дюймовые (76,2-мм) орудия образца 1900 или 1902 года на полевых станках, 37- и 47-мм Гочкиса, 75- и 102-мм морские и 120- и 152-мм системы Кане), часто имеющие небольшие углы обстрела. Пулемётный вагон имел 2—8 пулемётов разных систем — Максима, Виккерса, Кольта или Льюиса. Такое пёстрое вооружение создавало трудности в обслуживании, кроме того, ощущался недостаток боеприпасов к морским артсистемам. В составе бронепоезда мог быть и вагон для десанта.
Осенью 1918 года с увеличением территории, занятой белыми войсками, под их контроль попало довольно значительное количество промышленных предприятий. Для белого командования это дало толчок для начала постройки бронепоездов собственных конструкций. Наибольший объём работ был выполнен на заводах «Кубаноль» в Екатеринодаре, «Провиданс» в Мариуполе, «Судосталь» в Новороссийске, «Гретер и К°» в Киеве, РОПИТа («Русское Общество пароходства и торговли») и «Механического Гарриса» в Одессе, Южно-Русского Металлического общества в Екатеринославе и в мастерских Одесского, Севастопольского и Новороссийского портов.

#### Вооруженные силы Юга России
В начале 1919 года начинается новый этап в истории белого движения на Юге России. 8 января в результате соглашения между командующим Добровольческой армией Деникиным и атаманом Донского казачьего войска Красновым создаются Вооружённые силы на Юге России (ВСЮР). В связи с этим была введена должность инспектора артиллерии ВСЮР, который помимо прочего должен был контролировать строительство и формирование новых бронепоездов. Благодаря принятым мерам, уже к концу января строили 10 новых бронепоездов.
Для удобства боевых действий и снабжения, приказом главнокомандующего ВСЮР Деникина № 295 от 14 февраля 1919 года все имеющиеся на тот момент бронепоезда — «Генерал Алексеев», «Вперёд за Родину», «Единая Россия», «Генерал Корнилов», «Офицер», «Иоанн Калита», «Витязь», «Дмитрий Донской» и «Князь Пожарский» — сводились в три дивизиона по два лёгких и одному тяжёлому бронепоездам. Всего до весны 1920 года во ВСЮР было сформировано 10 бронепоездных дивизионов.
Кроме того, в феврале 1919 года был утверждён руководящий документ, регламентирующий подчинённость и боевое применение бронепоездов — «Наставление для действий бронепоездов в бою». По «Наставлению», каждый лёгкий бронепоезд должен был состоять из трёх орудийных броне-платформ с тремя орудиями калибра не более 3 дюймов (76,2-мм), одной пулемётной платформы и бронепаровоза. Тяжёлый бронепоезд должен был иметь четыре орудийных платформы с морскими 6-дюймовыми (152-мм), 120- или 102-мм орудиями в разных комбинациях, пулемётного вагона и бронепаровоза. Но в ходе Гражданской войны эти теоретические требования не могли быть выполнены во всей полноте. Бронепоездам ВСЮР лишь изредка приходилось действовать в составе целых дивизионов. Из-за увеличивающейся протяжённости фронта и нехватки бронепоездов им приходилось действовать в составе временных групп или по одному и даже делить себя на части.
Одновременно началась унификация бронепоездов. Полковником артиллерии Голяховским был разработан проект двухосной бронеплощадки для лёгких бронепоездов, строительство которых начали в Новороссийске. Она была вооружена 3-дюймовой (76,2-мм) полевой пушкой во вращающейся башне и шестью пулемётами. Корпус изготавливался из 15—20-мм корабельной брони, которая использовалась в военно-морском флоте. Точных данных о количестве изготовленных бронеплощадок нет, но известно, что весной-летом 1919 года их построили более двух десятков.
По единому проекту, разработанному офицерами морской артиллерии, строили и тяжёлые бронепоезда. Как правило, для установки тяжёлых морских орудий использовали металлические полувагоны, которые усиливали балками и оборудовали системой упоров в грунт, опускающихся при стрельбе.

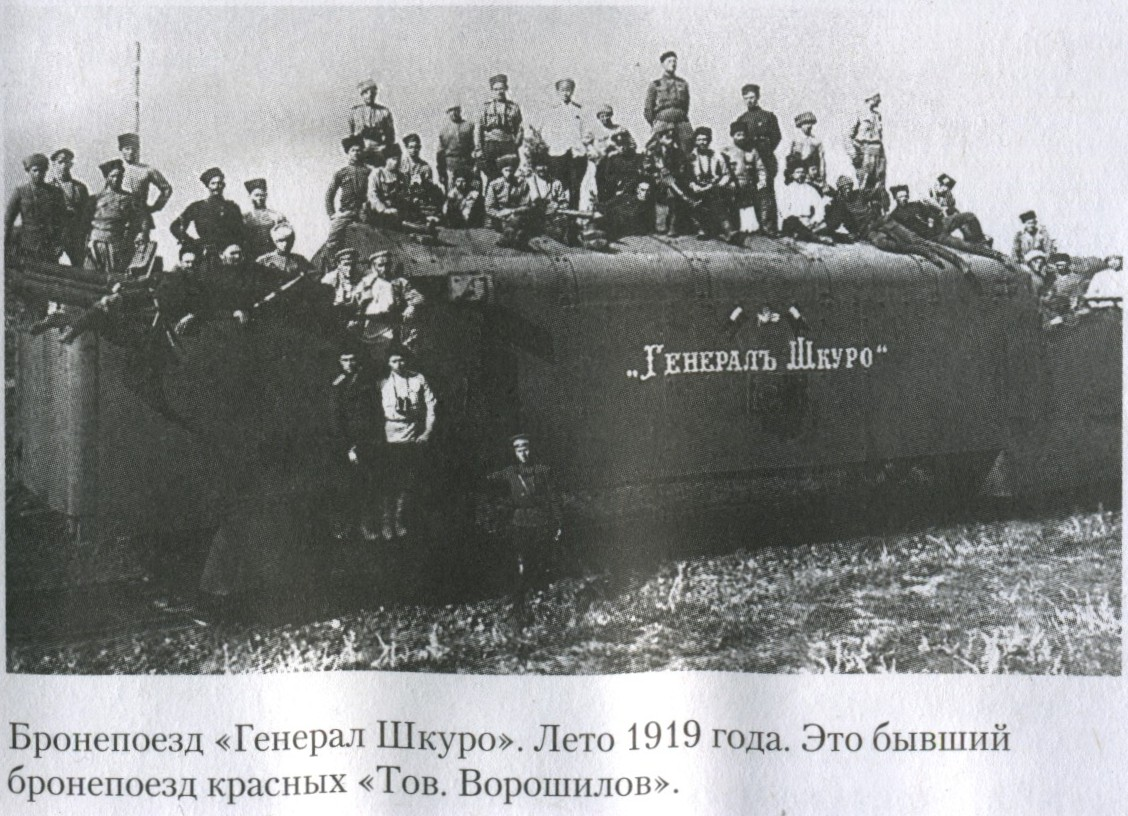
Бронепоезд Генерал Шкуро — бывший б/п красных «Товарищ Ворошилов»

Помимо бронепоездов, входивших в дивизионы, весной-летом 1919 года в составе ВСЮР появляются так называемые нештатные бронепоезда — «Белозёрец», «Аскольд», «Генерал Духонин», «Генерал Шкуро», «Святой Георгий Победоносец», «Новороссия», «Сокол», «Терец» и другие — которые формировали по инициативе отдельных командиров из местных ресурсов или трофейных бронепоездов красных. Часть нештатных бронепоездов впоследствии вошла в формируемые дивизионы, но в большинстве случаев их служба была непродолжительна из-за слабого технического обеспечения.
Начало лета 1919 года — время крупных успехов белых армий. После взятия Царицына главнокомандующий ВСЮР генерал Деникин 20 июня 1919 года подписал «Московскую директиву» о дальнейшем развитии летней кампании и наступлении на Москву. В связи с этим широко развернулось строительство новых бронеплощадок, которые нужны были не столько для новых бронепоездов, сколько для пополнения и замены материальной части поврежденных в боях ранее созданных. Потребность в них была очень велика, так как многие штатные бронепоезда за время боевой службы формировались по несколько раз — площадки часто выходили из строя во время боёв. В результате принятых мер к 1 июля 1919 года Добровольческая и Кавказская армии имели в своем составе 21 бронепоезд, часть которых была сведена в пять дивизионов.
В ходе боёв в августе — ноябре 1919 года бронепоездной парк ВСЮР пополнился бронепоездами «Полковник Запольский», «Москва», «Доблесть Витязя», «Баян», «Слава Кубани», «Гром Победы», «На Москву», «За Русь Святую», «Желбат-1», «Кавалерист», «Бронепоезд особого назначения», «Волк», «2-й Отдельный тяжёлый бронепоезд», «Степной». Часть их была построена на заводах юга России, но большинство было сформировано из трофейных красных бронепоездов.
Наибольшее количество бронепоездов белых приходится на осень 1919 года — момент их наибольшего продвижения на север. Так, на 20 сентября во ВСЮР было уже 40 бронепоездов, из них 3 — на Северном Кавказе, 19 — в Кавказской армии, 12 — в Добровольческой армии, 5 — в войсках Киевской области и 3 в Новороссии. При этом 15 из них находилось в ремонте.
После начала контрнаступления Красной Армии в октябре 1919 года и отступления ВСЮР на юг, количество бронепоездов белых стало резко сокращаться. Это связано с тем, что большинство бронепоездов находилось в арьергарде, прикрывая отход своих частей. Так, 6 ноября из-за порчи железнодорожных путей на станции Льгов у Курска оставлены бронепоезда «Офицер», «Генерал Дроздовский», «Москва» и «Иоанн Калита». 16 декабря в ловушку, устроенную красными, попали «Орёл» и «Грозный». В конце декабря под Ростовом застряла целая колонна бронепоездов: «Слава Офицеру», «Генерал Корнилов», «Мстислав Удалой» и «Орёл». После тщетных попыток прорваться команды взорвали бронепоезда.
В январе 1920 года тяжёлое положение для белых сложилось и под Одессой. В этом районе скопилось большое количество бронепоездов, многие из которых требовали ремонта. Командование белых не смогло организовать оборону, и 25 января началась эвакуация Одессы. Бронепоезда с частями генерала Бредова отошли к станции Тирасполь. Но так как румыны отказались пропустить части Добровольческой армии, команды оставили бронепоезда и стали отходить к Польше. Так в районе Тирасполя к красным попало 10—12 (по разным данным) белых бронепоездов — «Витязь», «Доблесть Витязя», «Князь Пожарский», «Непобедимый», «Коршун», «Генерал Шифнер-Маркевич», «Баян», «Генерал Духонин», «Гроза» и др.
В боях у ст. Торговая из-за повреждений ж-д пути погиб бронепоезд «Генерал Алексеев». 22 февраля 1920 года бронепоезда «Вперед за Родину» и «Тяжелый № 2» в бою под Белой Глиной отбили атаки красных войск, но оказались обездвижены из-за подрыва ж-д путей. Тогда команды бронепоездов вместе со штабом 1-го Кубанского корпуса попытались пробиться к своим, но были окружены в степи красными. Добровольцы залпами отбили атаки кавалерии, но погибли под огнем пулемётов.
15 бронепоездов было оставлено белыми при эвакуации Новороссийска, ещё 5 бронепоездов оставлены в районе Туапсе и три во Владикавказе. Так к концу марта 1920 года из всех бронепоездов ВСЮР у белых остались лишь пять — «Святой Георгий Победоносец», «Слава Кубани», «Дмитрий Донской», «Волк» и «Желбат-1», — которые обороняли Крым у мостов через Сиваш. Кроме того, в Севастополе находились на ремонте три батареи Морской тяжелой артиллерии и два бронепоезда.

#### Русская армия Врангеля
22 марта 1920 года генерал Врангель стал Главнокомандующим Вооружённых сил на Юге России (ВСЮР). После поражений и отступления войска нуждались в реорганизации. 11 мая все оставшиеся воинские формирования сведены в Русскую армию. К этому времени удалось сформировать 12 бронепоездов, сведённых в четыре дивизиона: «Генерал Алексеев», «Севастополец», «Единая Россия», «Офицер», «Святой Георгий Победоносец», «Грозный», «Дмитрий Донской», «Волк», «Иоанн Калита», «Дроздовец», «Солдат», «Москва».
Бронепоезда подчинялись инспекторам артиллерии 1-го и 2-го корпусов (позже 1-й и 2-й армий) и начальникам групп бронепоездов. Бронепоезда Русской армии с успехом использовались во время боёв в Северной Таврии, на Перекопе и Юшуни летом и осенью 1920 года. При этом четыре бронепоезда — «Дроздовец», «Солдат», «Севастополец» и «Генерал Алексеев» погибли в боях. При эвакуации Русской армии из Крыма в ноябре 1920 года бронепоезда были оставлены в Севастополе, Феодосии и Керчи.
Характерная особенность бронепоездов Русской армии — широкое использование морских орудий, снятых с кораблей Черноморского флота. По конструкции эти бронепоезда были достаточно примитивны и в этом сильно уступали бронепоездам красных. к тому же мощные морские орудия зачастую могли вести огонь только вдоль движения поезда с небольшим горизонтальным сектором обстрела.
2 августа 1921 года приказом Главнокомандующего Русской Армии ген. П. Н. Врангеля № 242 командир бронепоезда «Офицер» полковник М. И. Лебедев был награждён орденом Святителя Николая Чудотворца II ст. В последнем бою, когда «Офицер» погиб почти со всей командой, этот полковник находился в тылу.

### Северо-Западная армия
Войска Северо-Западного фронта генерала Н. Юденича, наступавшие на Петроград со стороны Прибалтики, в июле 1919 года имели 8 бронепоездов (4 в Северо-Западной армии генерала А. Родзянко и 4 в Западной Добровольческой армии под командованием П. Бермонт-Авалова), причём половина из них была захвачена у красных.

### Северная армия
Войска Северной области, действовавшие на мурманском и архангельском направлении, в начале мая 1919 года имели два бронепоезда — «Адмирал Колчак» и «Адмирал Непенин», чуть позже к ним добавились ещё два — «Муха» и «Губа». Все они были очень длинными, имели до 10 броневагонов, вооружались 5—7 разными орудиями и пулемётами.

### Восток России
Действовали белые бронепоезда и на востоке России. Например, на 24 декабря 1918 года Сибирская армия адмирала А. Колчака имела 4 бронепоезда, а к 1 июля 1919 года их число достигло 10.
В начале 1920 года, после поражения армии Колчака, атаман Г. Семёнов сформировал из её остатков и своих частей войска Российской Восточной окраины (Дальневосточная армия), в которой была сформированная ещё 23 сентября 1919 года дивизия бронепоездов имени атамана Семенова, насчитывающая 12 бепо: «Атаман», «Семёновец», «Грозный», «Мститель», «Беспощадный», «Истребитель», «Бесстрашный», «Усмиритель», «Отважный», «Каратель», «Справедливый», «Повелитель». Их конструкция была очень примитивной — все они состояли из товарных вагонов и платформ, защищённых мешками с песком и брёвнами. Правильнее было бы называть такие поезда «блиндированными», но в официальных документах этот термин отсутствует.
Последние 3 бронепоезда белогвардейцев действовали летом 1922 года в Приамурской земской рати генерала М. Дитерихса, а после разгрома белых отошли в Китай, где и были интернированы.

## Личный состав бронепоездов Белого движения в эмиграции
1 ноября 1920 года основная часть команд бронепоездов Русской армии эвакуировалась из Севастополя на пароходе «Саратов» в Галлиполи (Гелиболу, Турция). В начальный период эмиграции члены команд бронепоездов ВСЮР в строевом отношении были сведены в 6-й бронепоездной артиллерийский дивизион. Организационно он состоял из управления, команды разведки и связи, 1-й и 2-й батарей и прикомандированных (как офицеров, так и членов семей). 27 ноября 1921 года на большом пассажирском пароходе «Ак Дениз» дивизион переправлен в Болгарию, а осенью 1925 года переведен во Францию (Париж). После перевода членов команд во Францию дивизион стал именоваться «Обществом 6-го бронепоездного артиллерийского дивизиона». Командир дивизиона — полковник, впоследствии генерал-майор, В. П. Баркалов.
В 1938 году в Париже под председательством М. И. Лебедева прошло заседание, посвященное 20-летию основания первых бронепоездов Добровольческой армии.
В годы гражданской войны в Испании штабс-капитан А. П. Ергин был консультантом по русским вопросам при штабе Франко.
По окончании гражданской войны в России на Дальнем Востоке из чинов бывших белых армий, из «каппелевцев» и «семеновцев» была сформирована русская бригада бронепоездов на службе в китайской армии у тупана Чжан Цзунчана, просуществовавшая с 1924 по 1929 год. Бронепоезда были построены по русскому типу русскими инженерами-железнодорожниками города Харбина на территории Китая. После поражения маршала Чжан Цзолиня некоторые русские офицеры продолжали служить на бронепоездах Чан Кайши до конца 30-х годов. Так закончилась служба бронепоездов и личного состава белых армий.
| Личный состав 6-го бронепоездного артиллерийского дивизиона, сформированного в эмиграции из членов команд бронепоездов Вооружённых Сил Юга России (составлен на основании списков Общества Галлиполийцев, 1922—1924 гг., ГА РФ: Ф. 5843. Оп. 1. Д. 3-6) |
| --- |

| Список личного состава | Список личного состава                               | Список личного состава                                               | Список личного состава |
| ---------------------- | ---------------------------------------------------- | -------------------------------------------------------------------- | ---------------------- |
|                        | чин                                                  | ФИО                                                                  | год рождения           |
| 1                      | генерал-майор                                        | Баркалов Владимир Павлович                                           | 1882                   |
| 2                      | полковник                                            | Головин Василий Васильевич                                           | 1881                   |
| 3                      |                                                      | Делов Павел Захарьевич                                               | 1881                   |
| 4                      |                                                      | Зеленецкий Александр Александрович                                   | 1886                   |
| 5                      |                                                      | Каньшин Виктор Модестович                                            | 1886                   |
| 6                      |                                                      | Карпинский Владимир Васильевич                                       | 1885                   |
| 7                      |                                                      | Лебедев Михаил Иванович                                              | 1888                   |
| 8                      |                                                      | Монасиков Михаил Евгеньевич                                          | 1877                   |
| 9                      |                                                      | Нефёдов Сергей Никитич                                               | 1888                   |
| 10                     |                                                      | Окушко Владимир Игнатьевич                                           | 1890                   |
| 11                     |                                                      | Плюцинский Лев Владимирович                                          | 1881                   |
| 12                     |                                                      | Спув Александр Вильгельмович                                         | 1879                   |
| 13                     |                                                      | Циглер фон Алексей Алексеевич                                        | 1884                   |
| 14                     |                                                      | Шамов Борис Яковлевич                                                | 1882                   |
| 15                     |                                                      | Юрьев Виктор Андреевич                                               | 1893                   |
| 16                     | подполковник                                         | Аношкин Сергей Власович                                              | 1890                   |
| 17                     |                                                      | Амасийский (Амосийский?) Леонид Яковлевич                            | 1895                   |
| 18                     |                                                      | Вознесенский Александр Александрович                                 | 1895                   |
| 19                     |                                                      | Горошко Георгий Саввич                                               | 1888                   |
| 20                     |                                                      | Жевержеев Борис Иванович                                             | 1894                   |
| 21                     |                                                      | Ильинский Иван Николаевич                                            | 1894                   |
| 22                     |                                                      | Кошлич Георгий Павлович                                              | 1896                   |
| 23                     |                                                      | Леонов Константин Филиппович                                         | 1893                   |
| 24                     |                                                      | Симмот Георгий Эдуардович                                            | 1894                   |
| 25                     |                                                      | Текежи Дмитрий Семёнович                                             | 1887                   |
| 26                     |                                                      | Токарев Вячеслав Михайлович                                          | 1894                   |
| 27                     | капитан                                              | Бацевич Александр Адольфович                                         | 1886                   |
| 28                     |                                                      | Бедрик Павел Гавриилович                                             | 1895                   |
| 29                     |                                                      | Бострем Дмитрий Эрнестович                                           | 1884                   |
| 30                     |                                                      | Воскресенский Владимир Алексеевич                                    | 1898                   |
| 31                     |                                                      | Воронов Авенир Петрович                                              | 1896                   |
| 32                     |                                                      | Выдренко … Емельянович                                               | 1892                   |
| 33                     |                                                      | Гаврилов Николай Тимофеевич                                          | 1897                   |
| 34                     |                                                      | Герасименко Александр Поликарпович                                   | 1894                   |
| 35                     |                                                      | Госпевский Георгий Петрович                                          | 1898                   |
| 36                     |                                                      | Дехент Станислав Фёдорович                                           | 1887                   |
| 37                     |                                                      | Доминик Виктор Дмитриевич                                            | 1894                   |
| 38                     |                                                      | Иванов Дмитрий Дмитриевич                                            | 1898                   |
| 39                     |                                                      | Лопатто Юрий Иосифович                                               | 1896                   |
| 40                     |                                                      | Калинский Леонид Иосифович                                           | 1888                   |
| 41                     |                                                      | Кияниц Александр Галактионович                                       | 1888                   |
| 42                     |                                                      | Ключников Александр Фёдорович                                        | 1896                   |
| 43                     |                                                      | Красовский Виктор Витольдович                                        | 1881                   |
| 44                     |                                                      | Крылов Григорий Нилыч                                                | 1889                   |
| 45                     |                                                      | Овчинников Гавриил Иванович                                          | 1893                   |
| 46                     |                                                      | Падкин Владимир Михайлович                                           | 1897                   |
| 47                     |                                                      | Папков Александр Алексеевич                                          | 1890                   |
| 48                     |                                                      | Парийский Гавриил Иванович                                           | 1893                   |
| 49                     |                                                      | Пирожков Аркадий Афанасьевич                                         | 1893                   |
| 50                     |                                                      | Плихта Владимир Иванович                                             | 1891                   |
| 51                     |                                                      | Полторацкий Николай Александрович                                    | 1897                   |
| 52                     |                                                      | Проценко Владимир Иванович                                           | 1893                   |
| 53                     |                                                      | Саввинов Марк Никитич                                                | 1889                   |
| 54                     |                                                      | Секерко Степан Михайлович                                            | 1895                   |
| 55                     |                                                      | Соколов Михаил Андреевич                                             | 1883                   |
| 56                     |                                                      | Сталинский Александр Васильевич                                      | 1895                   |
| 57                     |                                                      | Удот Семён Сильверстович                                             | 1890                   |
| 58                     |                                                      | Шахаратов Николай Ефимович                                           | 1896                   |
| 59                     |                                                      | Шпильман Михаил Ефимович                                             | 1897                   |
| 60                     |                                                      | Яковлев Иван Степанович                                              | 1897                   |
| 61                     | штабс-капитан                                        | Антипов Александр Петрович                                           | 1895                   |
| 62                     |                                                      | Аронштам Дмитрий Семёнович                                           | 1896                   |
| 63                     |                                                      | Бернард Игорь Вячеславович                                           | 1897                   |
| 64                     |                                                      | Бордель-фон-Борделиус Георгий Готфридович                            | 1898                   |
| 65                     |                                                      | Брильянтов Александр Васильевич                                      | 1896                   |
| 66                     |                                                      | Волков Порфирий Ефимович                                             | 1883                   |
| 67                     |                                                      | Горлов Александр Тимофеевич                                          | 1894                   |
| 68                     |                                                      | Ергин Алексей Павлович                                               | 1895                   |
| 69                     |                                                      | Ефремов Иван Иванович                                                | 1887                   |
| 70                     |                                                      | Зеленецкий Иван Александрович                                        | 1882                   |
| 71                     |                                                      | Дмитриев Александр Артемьевич                                        | 1896                   |
| 72                     |                                                      | Иванов Тарас Григорьевич                                             | 1895                   |
| 73                     |                                                      | Казанин Сергей Маркович                                              | 1895                   |
| 74                     |                                                      | Котов Иван Борисович                                                 | 1890                   |
| 75                     |                                                      | Краснопольский Пётр Поликарпович                                     | 1896                   |
| 76                     |                                                      | Лалош Николай Михайлович                                             | 1899                   |
| 77                     |                                                      | Лецкий Всеволод                                                      | нет данных             |
| 78                     |                                                      | Лопатто Алексей Иосифович                                            | 1890                   |
| 79                     |                                                      | Лучник Евгений Михайлович                                            | 1897                   |
| 80                     |                                                      | Миссюра Даниил Юлианович                                             | 1896                   |
| 81                     |                                                      | Мохов Александр Николаевич                                           | 1896                   |
| 82                     |                                                      | Мякишев Павел Владимирович                                           | 1896                   |
| 83                     |                                                      | Оглоблин Сергей Дмитриевич                                           | 1893                   |
| 84                     |                                                      | Орлов Георгий Алексеевич                                             | 1896                   |
| 85                     |                                                      | Осипов Алексей Владимирович                                          | 1899                   |
| 86                     |                                                      | Очеретный Яков Минич                                                 | 1894                   |
| 87                     |                                                      | Парменов Михаил Александрович                                        | 1888                   |
| 88                     |                                                      | Прокофьев Борис Николаевич                                           | 1888                   |
| 89                     |                                                      | Прорешный Павел Митрофанович                                         | 1893                   |
| 90                     |                                                      | Стефанов Тимофей Тимофеевич                                          | 1896                   |
| 91                     |                                                      | Хабаров Аркадий Фадеевич                                             | 1896                   |
| 92                     |                                                      | Хитрин Николай Евгеньевич                                            | 1896                   |
| 93                     |                                                      | Шавердов Алексей Николаевич                                          | 1886                   |
| 94                     |                                                      | Шпорт Иван Иванович                                                  | 1897                   |
| 95                     |                                                      | Эрн Иван Иванович                                                    | 1896                   |
| 96                     | поручик                                              | Аношкин Владимир Власович                                            | 1898                   |
| 97                     |                                                      | Арсеньев Николай Всеволодович                                        | 1886                   |
| 98                     |                                                      | Баранов Пётр Иванович                                                | 1892                   |
| 99                     |                                                      | Боанэ Михаил Сергеевич                                               | нет данных             |
| 100                    |                                                      | Бойтонис Алексей Юрьевич                                             | 1885                   |
| 101                    |                                                      | Луцкевич Михаил Львович                                              | 1900                   |
| 102                    |                                                      | Олексяк Дмитрий Игнатьевич                                           | 1891                   |
| 103                    |                                                      | Пшенай-Северин Фёдор Семёнович                                       | 1895                   |
| 104                    |                                                      | Салтыков Борис Карпович                                              | 1889                   |
| 105                    |                                                      | Спиров Иннокентий Сергеевич                                          | 1894                   |
| 106                    |                                                      | Хрусталёв Алексей Владимирович                                       | 1891                   |
| 107                    |                                                      | Шавернев Андрей Иванович                                             | 1895                   |
| 108                    |                                                      | Штро Владимир Кондратьевич                                           | 1896                   |
| 109                    |                                                      | Щербо Николай Васильевич                                             | 1893                   |
| 110                    |                                                      | Якимович Яков Александрович                                          | 1894                   |
| 111                    | подпоручик                                           | Александров Николай Васильевич                                       | 1891                   |
| 112                    |                                                      | Амастский Яков Яковлевич                                             | 1901                   |
| 113                    |                                                      | Андреев Николай Иосифович                                            | 1896                   |
| 114                    |                                                      | Баркалов Евгений Васильевич                                          | 1896                   |
| 115                    |                                                      | Борейша Сергей Александрович                                         | 1899                   |
| 116                    |                                                      | Борисов Игорь Викторович                                             | 1895                   |
| 117                    |                                                      | Брагин Валериан Флегонтович                                          | 1898                   |
| 118                    |                                                      | Варнек Вадим Николаевич                                              | 1898                   |
| 119                    |                                                      | Васильков Николай Дементьевич                                        | 1897                   |
| 120                    |                                                      | Георгиев Борис Михайлович                                            | 1901                   |
| 121                    |                                                      | Глаголев Фёдор Павлович                                              | 1898                   |
| 122                    |                                                      | Голубев Дмитрий Петрович                                             | 1892                   |
| 123                    |                                                      | Жиленко Аким Кондратьевич                                            | 1881                   |
| 124                    |                                                      | Жилкин Иван Иванович                                                 | 1900                   |
| 125                    |                                                      | Иванов Всеволод Иосифович                                            | 1896                   |
| 126                    |                                                      | Ионов Александр Николаевич                                           | 1900                   |
| 127                    |                                                      | Жилкин Иван Иванович                                                 | 1900                   |
| 128                    |                                                      | Калиниченко Пётр Алексеевич                                          | 1897                   |
| 129                    |                                                      | Каменецкий Георгий                                                   | 1899                   |
| 130                    |                                                      | Кесын Диомид Иванович                                                | 1898                   |
| 131                    |                                                      | Кизь Дмитрий Антонович                                               | 1896                   |
| 132                    |                                                      | Козлов Дмитрий Александрович                                         | 1900                   |
| 133                    |                                                      | Кононенко Пётр Захарович                                             | 1899                   |
| 134                    |                                                      | Костюк Николай Иванович                                              | 1898                   |
| 135                    |                                                      | Ксенофонтов Василий Константинович                                   | 1900                   |
| 136                    |                                                      | Ларионов Николай Иванович                                            | 1897                   |
| 137                    |                                                      | Логачев Николай Иванович                                             | 1895                   |
| 138                    |                                                      | Могилевский Георгий Матвеевич                                        | 1898                   |
| 139                    |                                                      | Охотников Александр Сергеевич                                        | 1899                   |
| 140                    |                                                      | Падкин Валентин Михайлович                                           | 1898                   |
| 141                    |                                                      | Парийский Николай Петрович                                           | 1898                   |
| 142                    |                                                      | Пасечкин Дорофей Иванович                                            | 1881                   |
| 143                    |                                                      | Перелехов Николай Михайлович                                         | 1898                   |
| 144                    |                                                      | Писанский Григорий Тимофеевич                                        | 1899                   |
| 145                    |                                                      | Плавинский Владимир Иванович                                         | 1898                   |
| 146                    |                                                      | Плавинский Николай Иванович                                          | 1895                   |
| 147                    |                                                      | Плихта Алексей Иванович                                              | 1897                   |
| 148                    |                                                      | Романовский Георгий Николаевич                                       | 1900                   |
| 149                    |                                                      | Ронжин Александр Степанович                                          | 1893                   |
| 150                    |                                                      | Слюз Валентин Георгиевич                                             | 1899                   |
| 151                    |                                                      | Сотников Николай Иванович                                            | 1895                   |
| 152                    |                                                      | Стравинский Глеб Генрихович                                          | 1898                   |
| 153                    |                                                      | Сцепуржинский Владимир Александрович                                 | 1895                   |
| 154                    |                                                      | Теренецкий-Климович Владимир Петрович                                | 1890                   |
| 155                    |                                                      | Фрейд Евгений Модестович                                             | 1898                   |
| 156                    |                                                      | Хоменко Владимир Александрович                                       | 1895                   |
| 157                    |                                                      | Шувалов Алексей Иванович                                             | 1895                   |
| 158                    |                                                      | Яковенко Павел Прокофьевич                                           | 1899                   |
| 159                    |                                                      | Яковлев Владимир                                                     | нет данных             |
| 160                    |                                                      | Яковлев Сергей Стратоникович                                         | 1900                   |
| 161                    | титулярный советник                                  | Баллин Альберт Павлович                                              | 1891                   |
| 162                    | чиновник военного времени                            | Власов Владимир Степанович                                           | 1894                   |
| 163                    |                                                      | Озерецковский Иван Николаевич                                        | 1887                   |
| 164                    | лекарь                                               | Климов Владимир Иванович                                             | 1892                   |
| 165                    |                                                      | Суяров Дмитрий Гаврилович                                            | 1891                   |
| 166                    | ветеринарный врач                                    | Буткевич Николай Тимофеевич                                          | 1889                   |
| 167                    | сестра милосердия                                    | Амасийская Регина Николаевна                                         | 1899                   |
| 168                    |                                                      | Махоткина Ирина Николаевна                                           | 1899                   |
| 169                    | подпрапорщик                                         | Воронов Иосиф Петрович                                               | 1885                   |
| 170                    | фельдфебель                                          | Горбушин Николай Андреевич                                           | 1899                   |
| 171                    |                                                      | Кондрашев Тимофей Захарович                                          | 1888                   |
| 172                    |                                                      | Коречников Дмитрий Васильевич                                        | 1899                   |
| 173                    | старший фейерверкер (в оригинале- феерверкер)        | Галаган Василий Тимофеевич                                           | 1901                   |
| 174                    |                                                      | Державицкий Сергей Павлович                                          | 1899                   |
| 175                    |                                                      | Добринский Григорий Лазаревич                                        | 1899                   |
| 176                    |                                                      | Коломийцев Михаил Иванович                                           | 1895                   |
| 177                    |                                                      | Лазаренко Пётр Филиппович                                            | 1894                   |
| 178                    |                                                      | Локотько Михаил Максимович                                           | 1896                   |
| 179                    |                                                      | Петерсон Эрих Христианович                                           | 1898                   |
| 180                    |                                                      | Позуменщиков Евгений Константинович                                  | 1889                   |
| 181                    |                                                      | Серебрянников Василий Харитонович                                    | 1901                   |
| 182                    |                                                      | Фоэ Михаил Сергеевич                                                 | 1896                   |
| 183                    | старший писарь                                       | Головченко Николай Петрович                                          | 1899                   |
| 184                    |                                                      | Черкасов Константин Фёдорович                                        | 1891                   |
| 185                    |                                                      | Якушев Яков                                                          | 1896                   |
| 186                    |                                                      | Яцевич Иван Петрович                                                 | 1899                   |
| 187                    | старший медицинский фельдшер                         | Аксютин Пётр Васильевич                                              | 1886                   |
| 188                    | младший фейерверкер                                  | Архипенко Евгений Леонидович                                         | 1900                   |
| 189                    |                                                      | Архипов Георгий Михайлович                                           | 1902                   |
| 190                    |                                                      | Болдырев Николай Николаевич                                          | 1898                   |
| 191                    |                                                      | Гаврилко Григорий Иванович                                           | 1898                   |
| 192                    |                                                      | Дмитриевский Виктор Петрович                                         | 1901                   |
| 192                    |                                                      | Зубов Константин Дмитриевич                                          | 1900                   |
| 193                    |                                                      | Карпов Всеволод Вячеславович                                         | 1896                   |
| 194                    |                                                      | Киреев Николай Фадеевич                                              | 1902                   |
| 195                    |                                                      | Кузьмин Георгий Иванович                                             | 1902                   |
| 196                    |                                                      | Мартовицкий Евгений Иванович                                         | 1899                   |
| 197                    |                                                      | Нералько Владимир Григорьевич                                        | 1903                   |
| 198                    |                                                      | Новиков Андрей Аверкиевич                                            | 1901                   |
| 199                    |                                                      | Пензиенко Павел Иванович                                             | 1894                   |
| 200                    |                                                      | Подкин Борис Михайлович                                              | 1900                   |
| 201                    |                                                      | Приходько Иван Исидорович                                            | 1899                   |
| 202                    |                                                      | Рыкачёв Николай Николаевич                                           | 1899                   |
| 203                    |                                                      | Сасин Александр Иванович                                             | 1902                   |
| 204                    |                                                      | Таран Александр Лаврентьевич                                         | 1900                   |
| 205                    |                                                      | Толмачёв Андрей Степанович                                           | 1897                   |
| 206                    |                                                      | Хлебтовский Борис Иванович                                           | 1900                   |
| 207                    |                                                      | Чикилёв Борис Фёдорович                                              | 1897                   |
| 208                    |                                                      | Шманёв Александр Митрофанович                                        | 1897                   |
| 209                    | бомбардир                                            | Безнос Александр Дионисович                                          | 1898                   |
| 210                    |                                                      | Богачёв Василий Григорьевич                                          | 1900                   |
| 211                    |                                                      | Быстрицкий Николай Георгиевич                                        | 1897                   |
| 212                    |                                                      | Воскобойников Пётр Лукич                                             | 1896                   |
| 213                    |                                                      | Галушко Александр Сысоевич                                           | 1899                   |
| 214                    |                                                      | Гельвиг Борис Карлович                                               | 1900                   |
| 215                    |                                                      | Гоголь Антон                                                         | 1892                   |
| 216                    |                                                      | Головачёв Георгий Иванович                                           | 1902                   |
| 217                    |                                                      | Гонтаренко Александр Николаевич                                      | 1904                   |
| 218                    |                                                      | Городецкой Семён Михайлович                                          | 1903                   |
| 219                    |                                                      | Григоревич Борис Николаевич                                          | 1903                   |
| 220                    |                                                      | Гуляков Алексей Фёдорович                                            | 1899                   |
| 221                    |                                                      | Гурко Иван Сергеевич                                                 | 1897                   |
| 222                    |                                                      | Дубинский Владимир Михайлович                                        | 1902                   |
| 223                    |                                                      | Злотников Пётр Николаевич                                            | 1900                   |
| 224                    |                                                      | Канаревский Георгий Михайлович                                       | 1902                   |
| 225                    |                                                      | Карпов Анатолий Вячеславович                                         | 1892                   |
| 226                    |                                                      | Козловский Иван Иванович                                             | 1904                   |
| 227                    |                                                      | Клат Корней                                                          | 1888                   |
| 228                    |                                                      | Карпенко Фёдор Фёдорович                                             | 1900                   |
| 229                    |                                                      | Киселёв Степан Иванович                                              | 1896                   |
| 230                    |                                                      | Куренинов Андрей Давыдович                                           | 1893                   |
| 231                    |                                                      | Лесюк Михаил Павлович                                                | 1899                   |
| 232                    |                                                      | Литвиненко Александр Прокофьевич                                     | 1897                   |
| 233                    |                                                      | Минин Михаил Иванович                                                | 1902                   |
| 234                    |                                                      | Митин Павел Александрович                                            | 1897                   |
| 235                    |                                                      | Назаров Василий Кузьмич                                              | 1902                   |
| 236                    |                                                      | Новиченко Сергей Андреевич                                           | 1899                   |
| 237                    |                                                      | Панченко Григорий Иванович                                           | 1892                   |
| 238                    |                                                      | Полупан Афанасий Григорьевич                                         | 1898                   |
| 239                    |                                                      | Родионов Николай                                                     | 1897                   |
| 240                    |                                                      | Свионткевич Сигизмунд Викентьевич                                    | 1902                   |
| 241                    |                                                      | Стефановский Григорий                                                | 1896                   |
| 242                    |                                                      | Тир Виктор Алексеевич                                                | 1899                   |
| 243                    |                                                      | Третьяков Леонид Гаврилович                                          | 1903                   |
| 244                    |                                                      | Федоренко Яков Мефодьевич                                            | 1900                   |
| 245                    |                                                      | Фесенко Сергей Васильевич                                            | 1897                   |
| 246                    |                                                      | Филенко Николай Зиновьевич                                           | 1894                   |
| 247                    |                                                      | Фролов Борис Евгеньевич                                              | 1902                   |
| 248                    |                                                      | Шарай Пётр Робертович                                                | 1900                   |
| 249                    |                                                      | Шкирдан Василий Иванович                                             | 1879                   |
| 250                    |                                                      | Яковлев Тихон Иванович                                               | 1896                   |
| 251                    | канонир                                              | Алмазов Борис Борисович                                              | 1900                   |
| 252                    |                                                      | Бугреев Андрей Андреевич                                             | 1899                   |
| 253                    |                                                      | Васильев Гавриил Алексеевич                                          | 1907                   |
| 254                    |                                                      | Жвинклис Павел Юрьевич                                               | 1898                   |
| 255                    |                                                      | Жилин Даниил Петрович                                                | 1895                   |
| 256                    |                                                      | Истомин Игнат Вениаминович                                           | 1895                   |
| 257                    |                                                      | Коровко Ефим Игнатьевич                                              | 1898                   |
| 258                    |                                                      | Лисовский Александр Владимирович                                     | 1902                   |
| 259                    |                                                      | Манухов-Закревский Василий Иосифович                                 | 1899                   |
| 260                    |                                                      | Мирошниченко Михаил Ефимович                                         | 1901                   |
| 261                    |                                                      | Петров Сергей Васильевич                                             | 1902                   |
| 262                    |                                                      | Свида Евгений Михайлович                                             | 1896                   |
| 263                    |                                                      | Хильченко Александр Григорьевич                                      | 1907                   |
| 264                    | члены семей офицеров, прикомандированные к дивизиону | Варнек Эмилия Павловна — жена подпоручика Варнека                    | 1900                   |
| 265                    |                                                      | Воронова Ольга Яковлевна — жена капитана Воронова                    | 1897                   |
| 266                    |                                                      | Воскресенская Варвара Владимировна(?) — жена капитана Воскресенского | 1902                   |
| 267                    |                                                      | Воскресенская Варвара(?) Владимировна — дочь капитана Воскресенского | 1921                   |
| 268                    |                                                      | Мохова Александра Леонтьевна — жена шт.-капитана Мохова              | 1896                   |
| 269                    |                                                      | Плавинская Глафира Даниловна                                         | 1890                   |
| 270                    |                                                      | Турбина Софья Григорьевна — тёща капитана Воскресенского             | 1874                   |
| 271                    |                                                      | Спув Ванда Адамовна — жена полковника Спув                           | 1894                   |
| 272                    |                                                      | Фрейд Елена Епифановна                                               | 1899                   |

## Бронепоезда Белого движения в кинематографе
- «Бег», 1970, Мосфильм, реж. Александр Алов, Владимир Наумов — в сцене обороны Крыма генерал Хлудов произносит фразу: «Час жду „Офицера“ на Таганаш. В чём дело? В чём дело? В чём дело?», после чего приказывает расстрелять коменданта станции и повесить начальника станции на семафоре, если через пятнадцать минут бронепоезд не пройдет выходной семафор. Через некоторое время на экране виден проходящий семафор бронепоезд и целующий его броню начальник станции.
- «Даурия», Ленфильм, 1971, реж. В. Трегубович. — Фильм о забайкальских казаках накануне Первой мировой войны и в период Гражданской войны. Во второй серии герои, вступившие в Красную Армию, участвуют в боях за Читу и покидают город на бронепоезде красных. В другом эпизоде бригада красных машинистов-добровольцев направляет свой паровоз на бронепоезд белых, погибает герой Юрия Соломина…
- «За час до рассвета», 1973, двухсерийный фильм киностудии «Армен-фильм» по пьесе Иосифа Прута «Бронепоезд „Князь Мстислав Удалой“») — отряд красноармейцев на указанном бронепоезде, правда, уже переименованном в «Степан Шаумян», прорывается сквозь кольцо частей Мамонтова (командующий генерал Дроздов — актёр А. Барушной). Командир бронепоезда — дворянин, присягнувший большевикам (актёр А. Лазарев). В поезде под арестом содержится белый генерал Седых (актёр В. Кенигсон), регулярно предпринимающий попытки к побегу. После ряда инициированных белыми безуспешных торгов о сдаче состава части Дроздова идут на последний штурм. «Красный джигит» (актёр Г. Тонунц, знаменитый по роли Камо) в одиночку прорывается к красным. Из всего экипажа бронепоезда в кровавом бою уцелел лишь комиссар (актёр А. Джигарханян), и, разумеется, красные разгромили белых…
- «Золотой эшелон», 1959, киностудия им. М. Горького, реж. И. Гурин. Фильм о гражданской войне. Зимой 1919 года группа большевиков угоняет у белых эшелон с «колчаковским золотом». Во второй половине фильма в ряде коротких эпизодов показан бронепоезд белых во время погони за «Золотым эшелоном».
- «Они были первыми», 1956, киностудия им. М. Горького, реж. Ю. Егоров. Фильм о судьбе первых комсомольцев Петрограда по повести Ю. Принцева «На улице Счастливой». В последнем эпизоде фильма герои, ставшие бойцами Красной Армии, на заснеженном полустанке защищают вагон с боеприпасами от бронепоезда белых.
- «И на Тихом океане…», 1973, Мосфильм, реж. Юрий Чулюкин. Экранизация пьесы «Бронепоезд 14-69» и партизанских повестей Всеволода Иванова. По ходу фильма дальневосточные красные партизаны блокируют «белый» бронепоезд № 14-69 с боеприпасами и в результате продолжительной осады захватывают его…
- «Нас водила молодость…», 1986, киностудия им. Довженко, реж. Е. Шерстобитов. Экранизация повестей Г. И. Мирошниченко «Юнармия» и «Именем революции». Во второй серии фильма юнармейцы получают задание уничтожить бронепоезд белых «Победоносец».

Долгое время считалось, что единственным сохранившимся бронепоездом периода гражданской войны был лишь БЕПО во дворе ЦМВС. Описания гласили, что это «Красный дальневосточник» 1922 года, и что он сражался против басмачей. Его бронепаровоз и бронеплощадки имеют классическую схему бронирования периода гражданской войны. Но последние исследования экспертов показали, что это бронепоезд периода Великой Отечественной войны, где специально для киносъемок оригинальная башня от танка Т-34 была заварена и закамуфлирована броней по более раннему типу. Руководство музея посчитало более важным восстановить оригинальную конструкцию и удалило (уничтожило) раннюю башню. Сейчас БЕПО имеет вид на Вторую Мировую войну. Работы по изучению корпуса продолжаются.
Кроме кино, бронепоездам (или броневикам, как тогда их называли) посвящены были стихи зарубежных поэтов, прежде всего Арсения Несмелова- «Броневик»

### Мемуары
- Реден Н. Сквозь ад русской революции. Воспоминания гардемарина 1914−1919 = The Unmaking of the Russian. — М.: Центрполиграф, 2006. — 287 с. — (Свидетели эпохи). — 4000 экз. — ISBN 5-9524-2000-1.
- Власов А. А. О бронепоездах Добровольческой Армии, журнал «Военная быль», № 95…112, 114, 1969…1972, изд. Обще-Кадетского объединения, Париж
- Власов А. А. Список и организация бронепоездов Добровольческой и Донской Армий, журнал «Военная быль», № 115, 1972, изд. Обще-Кадетского объединения, Париж
- Пушкарев С. Г. На бронепоезде «Офицер» в белой Таврии (1920 г.), альманах «Белая Гвардия», № 3, 1999, Посев, Москва

### Прочая литература
- Амирханов Л. И. Броненосцы железных дорог — СПб. : Остров, 2005. — 212 с. — ISBN 5-94500-001-9 [малотиражная книга]
- Белые бронепоезда в Гражданской войне / ред.-сост. Г. Пернавский. — Сборник. — М.: Яуза, Эксмо, 2007. — 608 с. — (Имперский стяг). — 4100 экз. — ISBN 978-5-699-24849-0.
- Дроговоз И.Г. Крепости на колёсах. История бронепоездов. — Минск: Харвест, 2002. — 352 с. — ISBN 985-13-0744-0.
- Каторин Ю. Ф. Уникальная и парадоксальная военная техника / Ю. Ф. Каторин, Н. Л. Волковский. — М. : АСТ; СПб. : Полигон, 2007. — 590c. — (Арсенал) — о бронепоездах страницы 430−533 (вероятно, было несколько изданий книги)
- Коломиец М. В. Броня русской армии. Бронеавтомобили и бронепоезда в Первой мировой войне. — М.: Яуза, 2008. — С. 362−422. — 448 с. — (От двуглавого орла к красному знамени). — 4000 экз. — ISBN 978-5-699-27455-0.
- Поцелуев В.А. Броненосцы железных дорог. — М.: Молодая гвардия, 1982.
- Корнилов В. Донецко-Криворожская республика: расстрелянная мечта. Хронология: 29 июля : . — Электрон. текстовые дан .— Корнилов В. — [Б. м.]. — Режим доступа: http://kornilov.name/hronologiya-29-iyulya/. — Загл. с экрана.
- Курский край в Гражданской войне 1917—1921 гг.: (очерк военно-политической истории) / С. Н. Емельянов, А. В. Зорин, А. Г. Шпилев; Ком.по культуре адм. Курской обл., Курский гос. обл. музей археологии. — Курск: Полстар, 2013
- Пронин Г. Застольная песня бронепоезда «Офицер».
- Российское зарубежье во Франции. 1919—2000. биогр. словарь : в 3-т. /под .общ. ред. Л. Мнухина, М. Авриль, В. Лосской, — Наука : Дом-музей Марины Цветаевой, 2008—2010. — 3 Т.
- Сотников Е. А. Железные дороги мира из XIX в XXI век. — М. : Транспорт, 1993. — 200 с. — ISBN 5-277-01050-5.
- Генерального Штаба полковник А. В. Шавров. Бронепоезда — Белград : Королевство С. Х. С., 1927.
- Блинов М., Дерябин А., Петров А. Каталог и история бронепоездов Белой армии. Справочник «Русский Париж», 2010 г.